# Danny Blair
Daniel „Danny“ Blair (* 2. Februar 1905 in Camlachie, Glasgow; † 5. August 1985 in Pilling) war ein schottischer Fußballspieler. Er spielte als Verteidiger.

## Leben
Der 1906 in Glasgow geborene Danny Blair begann seine professionelle Laufbahn als Fußballspieler in Kanada; dort spielte er bei Davonport Albion und dem Toronto Scottish FC. 1924 wechselte er zu den Prodidence Clamdiggers in die US-amerikanische American Soccer League. Ein Jahr darauf kehrte er nach Schottland zurück, wo er für den FC Clyde spielte.
Nach sechs Jahren bei Clyde wechselte Blair 1931 zum englischen Erstdivisionär Aston Villa. In den folgenden fünf Jahren bestritt er 138 Spiele in der Liga und im FA Cup für Villa. Von 1936 bis zum Ausbruch des Zweiten Weltkriegs 1939 spielte er beim FC Blackpool.
Von 1928 bis 1932 bestritt der Verteidiger acht Spiele für die schottische Nationalmannschaft.